# Niendorf Nord (métro de Hambourg)
 (septembre 2023).
Si vous disposez d'ouvrages ou d'articles de référence ou si vous connaissez des sites web de qualité traitant du thème abordé ici, merci de compléter l'article en donnant les références utiles à sa vérifiabilité et en les liant à la section « Notes et références ».
Niendorf Nord (en allemand : U-Bahnhof Niendorf Nord) est une station de la ligne U2 du métro de Hambourg. Elle se situe dans le quartier de Niendorf.

## Situation sur le réseau

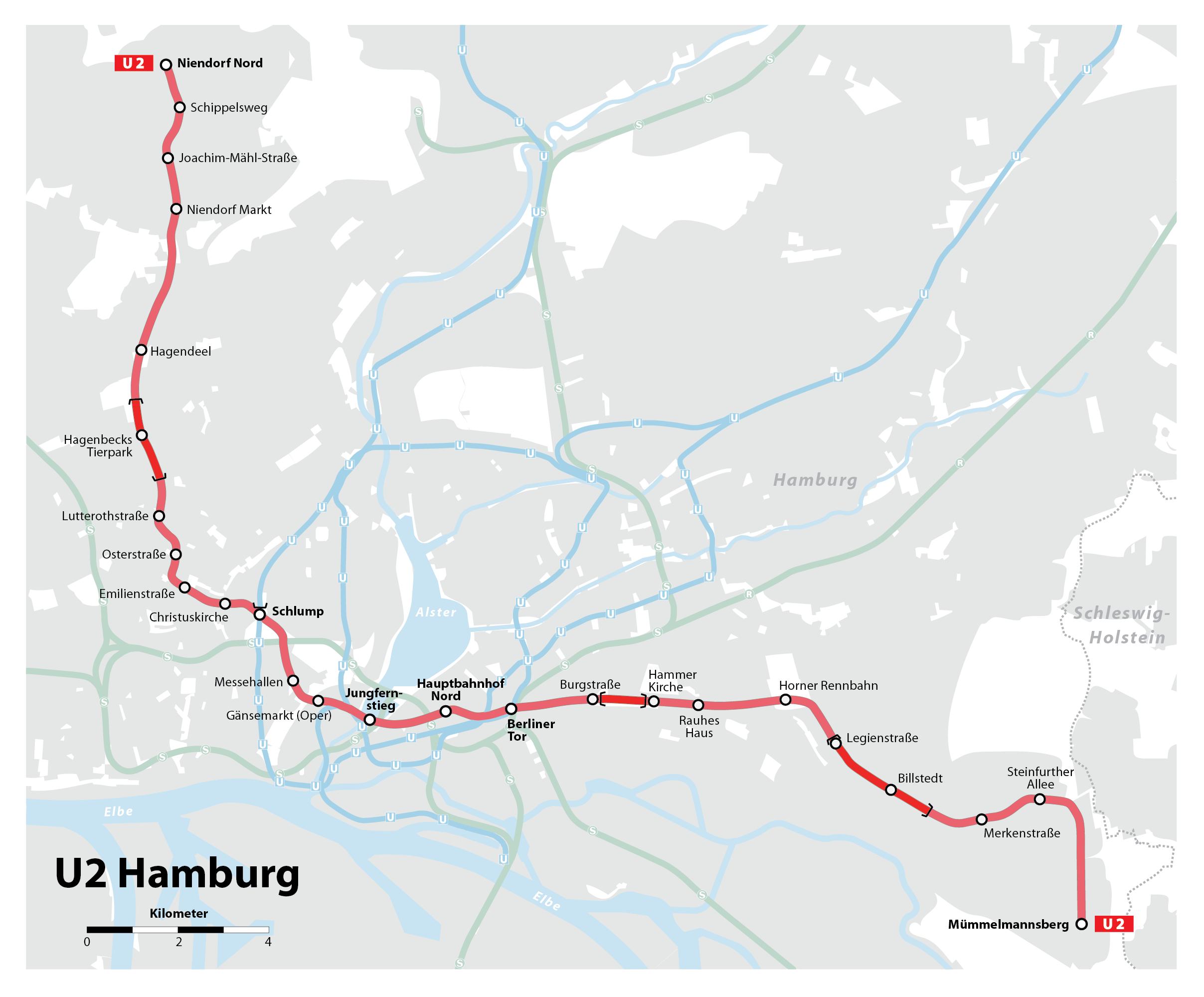
Plan de la Ligne U2 du métro de Hambourg.

La station Niendorf Nord est le terminus occidental de la ligne U2.

## Histoire
En 1987, la construction du prolongement de Niendorf Markt à Niendorf Nord avec les trois arrêts Joachim-Mähl-Straße, Schippelsweg et Niendorf Nord, commence. La construction de la station se déroule sous le nom de "Nordalbingerweg", pour une meilleure orientation des passagers du métro, le nouveau terminus de l'U2 reçoit le nom plus facilement attribuable Niendorf Nord. L'ouverture a lieu le 9 mars 1991.

## Architecture
La station peut être utilisée comme abri de protection civile en cas d'urgence. À cette fin, toutes les entrées (y compris la cage d'ascenseur) peuvent être fermées par des portes. Cette capacité fait de la gare l'une des nombreuses installations dites polyvalentes de la zone urbaine de Hambourg.

## Services aux voyageurs

### Accès et accueil
La plate-forme se situe à un niveau sous la surface et est accessible aussi bien par le sud que par le nord. La station est considérée comme accessible aux personnes handicapées ; elle dispose d'escaliers fixes, d'un escalier mécanique supplémentaire (vers le haut) à l'extrémité sud du quai et d'un ascenseur séparé un peu plus au nord. Les billets sont vendus dans des distributeurs automatiques. Les trains peuvent arriver via un double changement de voie devant la gare de part et d'autre du quai central et donc des « virages courts ». Au nord de la plateforme se trouve une voie d'évitement à quatre voies pouvant accueillir 16 unités DT4. Dans la zone centrale, la plate-forme est surélevée pour les utilisateurs de fauteuils roulants et les poussettes. Dans le bâtiment d'accueil sud se trouve un espace de vente de journaux et d'articles de voyage ainsi que des toilettes pour les chauffeurs de bus. Il y a aussi une cabine d'appel de taxi et la gare routière ici. Devant la sortie nord se trouve un petit parc dans lequel se trouve le mémorial de la « Table aux 12 chaises ».
Afin de perturber le moins possible les riverains, des aiguillages à cœurs mobiles ne sont normalement utilisés que sur les lignes ferroviaires à grande vitesse et longue distance.

### Intermodalité
Il y a une transition vers plusieurs lignes de bus, les lignes 21, 24, 195, 604, 984.

## Œuvres dans la station
Sur les piliers du plafond se trouvent des tubes blancs censés représenter des bouleaux. Des mosaïques en céramique en douze pièces sont fixées sur les deux parois latérales de la plate-forme sur toute la longueur. Il s'agit de l'œuvre Birkenwäldchen (1991), conçue par l'artiste Rolf Lauter. Les mosaïques forment la représentation abstraite de troncs et de feuilles d'une forêt de bouleaux et aboutissent à une séquence temporelle et spatiale. La base de la conception est qu'une petite forêt dut être supprimée pour la construction.